# Чарли Вэррик
«Ча́рли Вэ́ррик» (англ. Charley Varrick) — американский криминальный детектив, поставленный режиссёром Доном Сигелом по мотивам романа Джона Риза «Грабители» (англ. The Looters).

## Сюжет
Чарли Вэррик работает пилотом на распыляющем удобрения кукурузнике, но предпочитает вооружённые ограбления. Его старому компаньону, который живёт в прицепе, постоянно не везёт. Вместе с тремя другими, в том числе его женой Надин и хитрым Харманом Салливаном, замаскированный Вэррик грабит небольшой банк в Трес-Крусез (Нью-Мексико). Во время ограбления погибает двое полицейских и один из налётчиков, а Надин смертельно ранена.
Открыв мешок с деньгами, Вэррик и Салливан обнаруживают, что украли намного больше денег, чем ожидали — 750 тысяч долларов. В то же время управляющий банком Гарольд Янг сообщает в полицию, что грабители взяли только 2000 долларов. Грабители понимают, что украли деньги, принадлежащие мафии. На Салливана с Вэрриком начинает охота не только полиция, но и несколько подозрительных лиц, в том числе один из гангстеров Мейнард Бойл и наёмный убийца Молли.
Кроме того, чувствуя угрозу со стороны своего сообщника, Вэррик решает перехитрить Салливана до того, как тот решится на это сам. Он решает бежать из страны и заказывает два поддельных паспорта у женщины-фотографа Джуэлл Эверетт, но та тут же выдает Вэррика Молли, который после этого добирается до Салливана. Пытаясь добиться от него признания, где находится Чарли Вэррик, Молли убивает его.
Тем временем Бойл запугивает угрозами Янга, что мафия вряд ли поверит ему, что это были налётчики, а не он сам. Гангстер рассказывает об одной из пыток, в которой использовали плоскогубцы и паяльник. Не выдержав этого ужаса, Янг кончает жизнь самоубийством.
Вэррик через свои знакомых находит и соблазняет секретаршу Бойла Сибил Форт. Через неё он договаривается о встрече с Бойлом на заброшенной автосвалке, куда прилетает на своём самолёте. Вэррик так дружелюбно общается с Бойлом, что следящему за ними Молли кажется, что они работают заодно. Молли убивает Бойла, сбив его на своей машине.
Потом он начинает преследовать Вэррика, который пытается улететь на самолёте. Молли удаётся повредить хвост кукурузника до того, как тот взлетит. Самолёт переворачивается, из-за чего Вэррик не может выбраться из кабины. Он ничего не может сделать ради своего спасения, кроме как рассказать Молли, где спрятаны деньги.
Ощущая смертельную опасность, Вэррик подготовил ловушку, спрятанную в тайнике. Узнав, где находятся деньги, Молли идёт туда и взрывается. На месте взрыва Чарли специально оставляет несколько стодолларовых банкнот и мёртвое тело Салливана, чтобы того приняли за Вэррика, для этого заранее поменяв стоматологические снимки. Вэррик собирает оставшиеся деньги и исчезает.

## В ролях
- Уолтер Маттау — Чарли Вэррик
- Эндрю Робинсон — Харман Салливан
- Джо Дон Бейкер — Молли
- Фелиция Фарр — Сибил Форт
- Шири Норт — Джуэлл Эверетт
- Джон Вернон — Мейнард Бойл
- Вудро Парфри — Гарольд Янг
- Жаклин Скотт — Надин
- Том Талли — Том

## Производство
Рабочими названиями фильма были «Грабители» (англ. The Looters) и «Последний из независимых» (англ. The Last of the Independents).
События «Чарли Вэррик» происходили в Нью-Мексико, но съёмки проходили в основном в двух невадских городах: Дейтоне и Генуе.
Сцены входа и выхода в банк во время ограбления были сняты в Генуе, в то время как кадры внутри банка были сделаны в Миндене. Сцена в китайском ресторане была снята в Рино, а кадры со студией фотографа и оружейного магазина были сделаны в Гарднервилле.

## Награды и номинации
| Год  | Премия                  | Номинация           | Персона       | Результат |
| ---- | ----------------------- | ------------------- | ------------- | --------- |
| 1974 | Британская киноакадемия | Лучшая мужская роль | Уолтер Маттау | Победа    |
| 1974 | Британская киноакадемия | Лучший монтаж       | Фрэнк Моррисс | Номинация |